# Löhe (Asbach)
Löhe (mundartlich „Lüh“) ist ein Ortsteil der Ortsgemeinde Asbach im Landkreis Neuwied im nördlichen Rheinland-Pfalz. Der Ort, ursprünglich landwirtschaftlich geprägt, hat sich zu einem Wohnort im Sinne einer Wohngemeinde entwickelt.

## Geographie
Das Dorf liegt im Niederwesterwald nördlich des Hauptortes Asbach. Im Westen grenzt Löhe an die Gemarkung von Buchholz (Westerwald). Löhe ist über die Landesstraße 255 mit dem Hauptort Asbach sowie mit der Bundesstraße 8 und über die Kreisstraße 61 mit dem Asbacher Ortsteil Limbach verbunden.

## Geschichte
Im Jahre 1430 wurde zusammen mit einem Hof im benachbarten Hussen ein „Hof auf der Höhe“ urkundlich genannt. Es wird angenommen, dass dieser Hof in Löhe stand.
Landesherrlich gehörte Löhe zum Kurfürstentum Köln und zum Amt Altenwied und war Teil der „Honnschaft Limbach“. Nach einer 1660 vom Kölner Kurfürsten Maximilian Heinrich angeordneten Bestandsaufnahme hatte Löhe fünf Höfe. 1787 wurden in Löhe 52 erwachsene Einwohner gezählt, die in 16 Häusern lebten.
Nachdem das Rheinland 1815 zu Preußen gekommen war, gehörte Löhe zur Gemeinde Limbach im damals neu gebildeten Kreis Neuwied und wurde von der Bürgermeisterei Asbach verwaltet. Nach einer Volkszählung aus dem Jahr 1885 hatte Löhe 139 Einwohner, die in 28 Häusern lebten. 1931 erhielt Löhe eine eigene Poststelle der Klasse II im Bezirk des Postamts Asbach, die ab 1966 von der Landpoststelle des Postamts Linz versorgt wurde.
Bis 1974 war Löhe Teil der bis dahin eigenständigen Gemeinde Limbach. Aus ihr und den gleichzeitig aufgelösten Gemeinden Asbach und Schöneberg sowie einem Teil der Gemeinde Elsaff wurde am 16. März 1974 die Ortsgemeinde Asbach neu gebildet. 1987 zählte Löhe 192 Einwohner.
Aus dem Ortsnamen entstand der Familienname Löhr, dessen bekanntester Vertreter der Eitorfer Fußballspieler Hennes Löhr ist.

## Sehenswürdigkeiten
Unter Denkmalschutz stehen:
- Ein stattliches Fachwerkhaus, das um das Jahr 1800 errichtet wurde (Eitorfer Straße 13)
- Ein Wohnteil einer Hofanlage mit Zierfachwerk aus dem 18. Jahrhundert (Eitorfer Straße 19)
- Ein Dreiseithof; Wohnhaus mit Zierverschieferung aus der zweiten Hälfte des 19. Jahrhunderts; Vorgarten mit Einfriedung, Hofbäumen und Wegekreuz; geschützt seit 2005 (Eitorfer Straße 20)
- Ein Wegekreuz, bezeichnet 1888 (Eitorfer Straße)
- Siehe auch: Liste der Kulturdenkmäler in Asbach (Westerwald)